# 纽南 (佐治亚州)
紐南（英語：Newnan）是一個位於美國喬治亞州考維塔縣的城市。根據2010年美國人口普查，該地共人口33039人，而該地的面積約為48.30平方千米。同時該地也是考維塔縣的縣治。

## 地理
紐南的座標為33°22′35″N 84°47′19″W / 33.37639°N 84.78861°W，而該地的平均海拔高度為296米（即971英尺）。